# Ukraińska Hokejowa Liga (2021/2022)
Ukraińska Hokejowa Liga 2021/2022 jako 30. sezon rozgrywek o mistrzostwo Ukrainy w hokeju na lodzie i jednocześnie szósta edycja w ramach UHL.

## Opis
Latem informowano o procedurze przyjmowania uczestników sezonu, zaś termin ogłoszenia składu ligi określono na dzień 1 września 2021. Start sezonu wyznaczono na dzień 17 września 2021 i zaprezentowano także logo sezonu.
6 września 2021 ogłoszono, że do szóstego sezonu UHL przyjęto osiem drużyn: Biłyj Bars Biała Cerkiew, Rulav Odd Charków (beniaminek), Dnipro Chersoń, Donbas Donieck, Sokił Kijów, HK Kramatorsk, HK Krzemieńczuk, HK Mariupol.

## Uczestnicy
| Klub                     | Prezes               | Trener             | Asystent trenera                     |
| ------------------------ | -------------------- | ------------------ | ------------------------------------ |
| Biłyj Bars Biała Cerkiew | Kostiantyn Jefymenko | Kostiantyn Bucenko | Ołeksandr Bobkin, Witalij Łytwynenko |
| Dnipro Chersoń           | Jewhen Hryszczenko   | Dmytro Pidhurski   | Aleksandr Wasiljew                   |
| Donbas Donieck           | Borys Kołesnikow     | Pawieł Mikulczyk   | Ihor Kuhut, Alaksiej Emialanau       |
| HK Kramatorsk            | Karen Zarharian      | Ołeh Tymczenko     | Roman Salnykow                       |
| HK Krzemieńczuk          | Serhij Mazur         | Ołeksandr Sawycki  | Ołeksandr Sokołow, Dmytro Sumeć      |
| HK Mariupol              | Hlib Rybalczenko     | Serhij Witer       | Alaksandr Michiejonak, Jewhen Brul   |
| Rulav Odd Charków        | Pawło Łehaczow       | Ihor Szamański     | Ołeksij Łazarenko                    |
| Sokił Kijów              | Ołeksij Żytnyk       | Ołeh Szafarenko    | Kostiantyn Simczuk                   |

## Sezon regularny
Przyjęto, że w sezonie regularnym w wymiarze sześciu rund każda z ośmiu drużyn rozegra 42 mecze (łącznie 168 wszystkich spotkań).
Za wygrany mecz przyznawano dwa punkty.
Na początku stycznia 2022 poinformowano, że Rulav Odd Charków został przekształcony w Charkiwśki Berserky, a na czele nowego klubu stanął Pawło Lehaczow.

## Rozpad
W trakcie rozgrywek kluby Donbas Donieck i HK Kramatorsk zostały oskarżone o oszustwa dotyczące składów drużyn m.in. polegające na umożliwianiu gry zawieszonym zawodnikom, w związku z tym 25 listopada 2021 władze UHL zawiesiły oba kluby, po czym ich władze ogłosiły odejście z rozgrywek i utworzenie nowej ligi (Ukraińska Hokejowa Super Liga), do której dołączyły też trzej inni uczestnicy UHL: HK Mariupol, Biłyj Bars Biała Cerkiew, Sokił Kijów, a poza tym także Dynamo Charków i Altajir Drużkiwka. Symbolicznego rozpoczęcia nowej ligi UHSL dokonał prezydent Narodowego Komitetu Olimpijskiego Ukrainy, Serhij Bubka. W styczniu 2021 Federacja Hokeja Ukrainy zawiesiła 171 osób (zarówno działaczy jak i zawodników) z sześciu klubów w związku z udziałem w UHSL.
Po inwazji Rosji na Ukrainę z 24 lutego 2022 rozgrywki zostały zawieszone przez FHR. W maju 2022 narodowa federacja uznaniowo przyznała medale mistrzostw Ukrainy za sezon (złoty – Sokił, srebrny – Krzemieńczuk, brązowy – Dnipro).